# Pamela (sombrero)

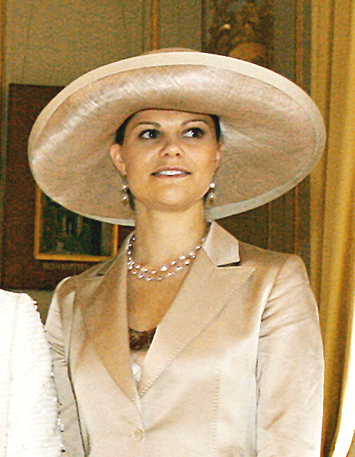
Victoria de Suecia con pamela

Las pamelas son sombreros de ala muy ancha utilizados por las mujeres. 
Las pamelas son prendas utilizadas para ocasiones especiales. Solo se usan de día, sobre todo, por la mañana y preferiblemente, con trajes de dos piezas. La etiqueta establece que la pamela no debe retirarse durante la jornada aunque el cumplimiento de dicha norma se ha relajado bastante. En cuanto a la estética, aunque puede llevarse con el pelo suelto, por su espectacularidad se recomienda llevarla con peinados recogidos. La pamela se utiliza en celebraciones diurnas como bodas, comuniones o bautizos u otras en los que se acude con la cabeza cubierta como las célebres carreras de Ascot en que las damas inglesas lucen sus más extravagantes modelos.
Como sombrero apropiado para protegerse del sol, en su versión más informal se trata también de un modelo clásico para ir a la playa, en este caso, confeccionado con materiales aislantes como la paja trenzada.
La confección de este tipo de sombrero se presta a una gran creatividad por parte del diseñador tanto en materiales como en formas y colores. Las pamelas pueden ir decoradas con lazos, cintas, flores, plumas, tules u otro tipo de ornamentos admitiéndose una gran libertad en sus diseños. 